# Yngve Stiernspetz
Yngve Stiernspetz, né le 27 avril 1887 à Eksjö et mort le 4 avril 1945 à Lidingö, est un gymnaste artistique suédois.
Lors des Jeux olympiques d'été de 1912 à Stockholm, il remporte une médaille d'or en système suédois par équipes.